# Flayat
Flayat – miejscowość i gmina we Francji, w regionie Nowa Akwitania, w departamencie Creuse.
Według danych na rok 1990 gminę zamieszkiwały 364 osoby, a gęstość zaludnienia wynosiła 8 osób/km² (wśród 747 gmin Limousin Flayat plasuje się na 314. miejscu pod względem liczby ludności, natomiast pod względem powierzchni na miejscu 47.).